# Pompia
La pompìa (Citrus limon var. pompia Camarda, 2015), in lingua sarda sa pompìa, è un agrume endemico della Sardegna.

## Storia
Le origini della pompia non sono ancora chiare; la teoria più accreditata è quella che si tratti di un ibrido tra cedro e arancio amaro. Ciò che è certo è che la pompìa è tra gli agrumi più rari di tutto il mondo: la prima citazione della pompìa si trova nel trattato Hesperides di Giovanni Battista Ferrari (1646) con il nome di Aurantium citratum (Arancio cedrato). In una statistica redatta per ordine del Viceré all'incirca negli stessi anni registra delle coltivazioni di pompìa a Milis, nell’Oristanese. La rinascita e la riscoperta di questo frutto si è avuta alla fine degli anni Novanta del secolo scorso, quando a Siniscola si è deciso di impiantare una coltivazione estensiva di pompìa, per un progetto di agricoltura sociale che coinvolge il Comune di Siniscola e il CIM.
Nel 2004 è nato a Siniscola il Presidio Slow Food de "sa pompìa"; da quell'anno la pompìa partecipa a tutte le manifestazioni slow food come il Salone del gusto, ha partecipato a entrambe le edizioni di Eurogusto a Tours (2009-2011) e nelle maggiori fiere italiane dedicate al cibo e ai prodotti enogastronomici di qualità.
Nel luglio del 2015 veniva definita col nomen nudum di Citrus × monstruosa, il quale non era riconosciuto a livello accademico, vista la mancanza di studi approfonditi, dovuti alla sua scarsa diffusione.

## Usi
Usato nella preparazione di dolci quali sa pompìa intrea (divenuto nel 2004 anche presidio Slow Food, progetti nati per tutelare i piccoli produttori e per salvare i prodotti artigianali di qualità) e s'arantzata o arantzada, fatta di scorza (solo la buccia) di pompìa caramellata e arricchita da mandorle. Si usa anche per oli essenziali, ma è molto raro. Dolce tipico dei matrimoni, si serve rigorosamente su una foglia d'arancio. Si usa anche per preparare liquori e creme liquorose. Uno dei prodotti largamente apprezzato è il liquore di pompìa, che viene servito freddo come digestivo.
Recentemente è stato impiegato anche nella produzione di birre artigianali da birrifici sardi.

## Sa pompìa intrea
La ricetta della pompìa intrea è tramandata oralmente da secoli e costituisce il bagaglio culturale di molte donne siniscolesi. La ricetta può essere preparata a partire da miele millefiori o sciroppo di acqua e zucchero al quale va poi aggiunto il miele.

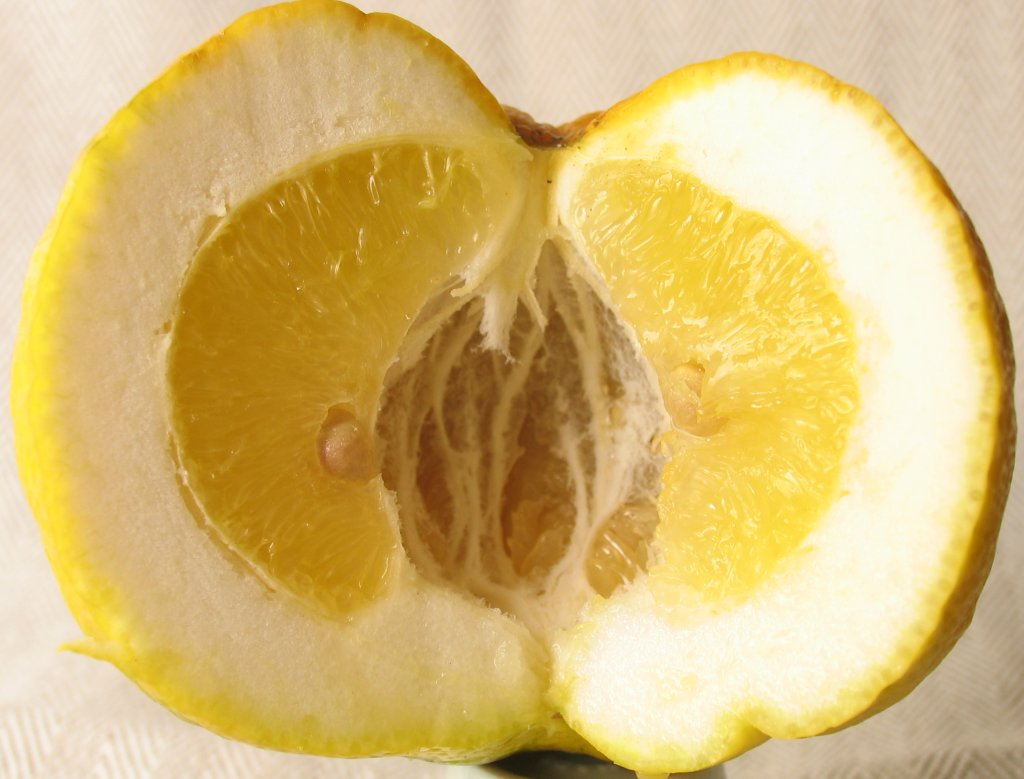
Particolare del frutto aperto

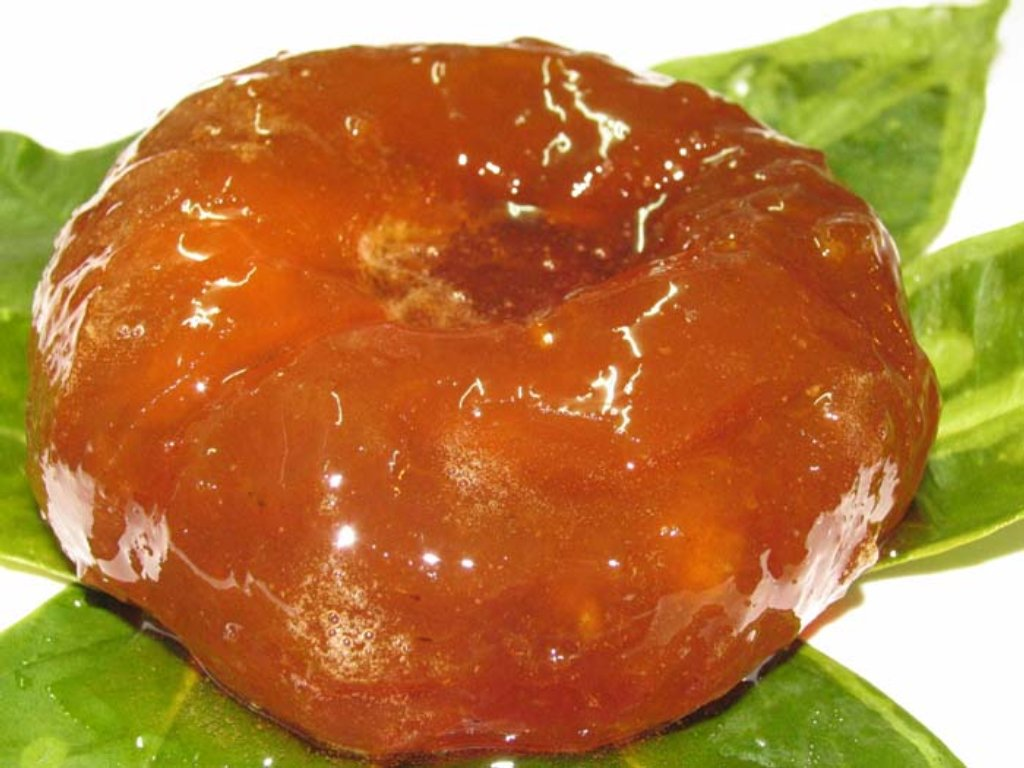
Il frutto candito, dolce tipico Siniscolese.

Il sapore de sa pompìa intrea è tipicamente dolce con un retrogusto amaro, elementi che lo distinguono da altri prodotti simili e lo rendono un elemento caratteristico della gastronomia sarda.